# Centre des études juives de Shanghai
Le Centre des études juives de Shanghai (CEJS, en chinois : 上海犹太研究中心, en anglais : Center for Jewish Studies Shanghai (CJSS)) est un institut de l'Académie des sciences sociales de Shanghai. Il a été fondé en 1988.

## Recherche
Le CEJS met l'accent sur l'histoire des « Juifs shanghaiens » (juifs ayant fui à Shanghai pendant la Shoah), des communautés juives en Chine (dont les plus grandes se trouvaient à Tianjin, Harbin et Kaifeng) et les études politiques proche-orientales. Dirigé par Pan Guang, il fait partie des établissements de formation qui traitent en Chine des questions concernant le judaïsme et Israël.
Chaque année, depuis 2006, le CEJS reçoit un volontaire du Service de la Mémoire, envoyé par le Service autrichien à l'étranger.

## International
Le centre a organisé plusieurs conférences scientifiques nationales et internationales, ainsi que des rencontres dénommées Rickshaw Reunions (avec des fugitifs ayant survécu à la Shoah en se réfugiant à Shanghai). Parmi les visiteurs célèbres du centre, on peut citer entre autres Yitzhak Rabin, Ehud Olmert, Gerhard Schröder, Ariel Sharon, Hillary Clinton et Thomas Klestil,.

## Source et références
- (de) Cet article est partiellement ou en totalité issu de l’article de Wikipédia en allemand intitulé « Zentrum für Jüdische Studien Schanghai » (voir la liste des auteurs).

1. ↑  Centre des Études Judaïques à Shanghai (anglais)
2. ↑  Lecture: Laurent Bachmann/Dominik Nagiller: Franziska Tausig Seminar, 7 décembre 2009